# Lydische Sprache
Lydisch wurde in der Antike in der kleinasiatischen Landschaft Lydien gesprochen. Es wird zu den anatolischen Sprachen gezählt, die wiederum eine Untergruppe der indogermanischen Sprachen sind. Das Lydische nimmt innerhalb der anatolischen Sprachen eine Sonderstellung ein und ist weniger nahe mit den übrigen anatolischen Sprachen verwandt als diese unter sich. So weist sie deutliche Unterschiede zu den mit dem Luwischen eng verwandten Lykischen und Karischen auf. Stärkere Übereinstimmungen scheint es zum Hethitischen und zum (bisher allerdings schlecht erforschten) Palaischen, das im nördlichen Anatolien gesprochen wurde, zu geben.
Die lydische Sprache ist nur sehr spärlich überliefert. Sie ist durch Münzaufschriften und circa 100 Inschriften und Graffiti aus spätem 7. bis 4. Jahrhundert v. Chr. dokumentiert. Die früheste lydische Inschrift wurde in Ägypten gefunden.
Zur Schreibung des Lydischen wurde eine Alphabetschrift verwendet, die einem ostgriechischen Alphabet sehr ähnlich ist. Diesem gegenüber enthält sie einige spezielle Zusatzzeichen für besondere lydische Laute. Sie ist zumeist linksläufig (d. h. sie ist von rechts nach links zu lesen), jedoch gibt es auch rechtsläufige Inschriften. Bisher ist nur ein Bustrophedon bekannt, bei dem jede Zeile in eine andere Richtung zu lesen ist. Die Schrift ist in Unicode im Block Lydisch enthalten und ist somit für den Gebrauch auf Computersystemen standardisiert.